# Дурутало, Эндрю
Эндрю Матаининоту ван Слайк Матаининоту Дурутало (англ. Andrew Mataininotu Van Slyke Mataininotu Durutalo), также известный как Эндрю Дурутало (англ. Andrew Durutalo, родился 25 октября 1987 года в Нью-Йорке) — американский и фиджийский регбист, игрок клуба «Сиэтл Сивулвз» из Главной лиги регби; игрок сборных США по регби-15 и по регби-7.

## Ранние годы
Эндрю Дурутало родился 25 октября 1987 года в Нью-Йорке. Его отец Симионе Дурутало был преподавателем экономики и социологии Южнотихоокеанского университета, а также занимал пост заместителя председателя Фиджийской лейбористской партии (после переворота в 1987 году бежал в США, умер в 1994 году), а мать Алумита — преподавателем политологии и международных отношений (скончалась в октябре 2018 года). Вскоре после рождения они переехали на Фиджи, где Эндрю учился в гимназии Сувы и начал заниматься регби. В 2006 году Дурутало выступил со сборной Фиджи на чемпионате мира U-19: он был капитаном сборной, которая выиграла дивизион B чемпионата мира и обыграла сборную США.
В дальнейшем Дурутало учился в японском университете Хакуо, получая стипендию спортсмена: он окончил университет со степенью в области бизнес-администрирования. Выступал за фиджийскую команду «Апрайзинг». Владеет, помимо фиджийского, английским и японским языками.

## Клубная карьера
После окончания университета Дурутало уехал в Сиэтл, где выступал за американский клуб «Олд Пьюджет Саунд Бич»; проживал некоторое время в доме именитого регбиста Вайсале Сереви. В 2016 году был приглашён в японский клуб «Санвулвз» из Супер Регби: в сезоне Супер Регби 2016 года сыграл 12 матчей и набрал 5 очков.
16 мая 2017 года Дурутало перешёл в клуб «Илинг Трэйлфайндерс» из чемпионата Регбийного союза в канун сезона 2017/2018: в первых шести матчах он занёс пять попыток и привлёк внимание клубов Премьер-Лиги. 16 октября 2017 года он стал игроком клуба «Вустер Уорриорз», однако сыграл всего один матч в Премьер-лиге против «Сейл Шаркс» 1 декабря 2017 года (поражение 14:18), проведя на поле пять минут.
16 апреля 2018 года Дурутало вернулся в клуб «Илинг Трэйлфайндерс», выступавший в чемпионате Регбийного союза, в канун сезона 2018/2019. В 2020 году стал игроком клуба «Сиэтл Сивулвз» из Главной лиги регби: во время пандемии COVID-19 устроился работать в компанию USI Insurance Services заведующим отдела продаж.

## Карьера в сборной
9 июня 2012 года Дурутало дебютировал за сборную США в Кингстоне матчем против Канады (поражение 25:28). 24 июля 2015 года в Сакраменто в игре против Японии занёс первую попытку (победа 23:18). В том же году был включён в заявку на чемпионат мира в Англии, сыграл три матча в групповом этапе.
Помимо этого, Дурутало выступал за сборную по регби-7 с 2011 года. В 2013 году выступил на чемпионате мира в Москве. В 2016 году он попал в заявку сборной на турнир по регби-7 в рамках летних Олимпийских игр 2016 года: сыграл 5 матчей на турнире.